# 城巴56線
城巴56線是香港一條新界巴士路線，由城巴有限公司營辦，於2022年7月18日投入服務，來往屯門（和田及菁田）及上水（天平），途經建生邨、兆康苑、元朗公路、新田公路及上水站，全程收費為$16.0。56線只於星期一至五非繁忙時間、週六及假日全日提供服務，星期一至五繁忙時間之服務由來往屯門（和田及菁田）及粉嶺皇后山的支線56A提供，其服務範圍覆蓋56線未有途經的聯和墟及皇后山，兩線均獲冠名為「新界北環線」。

## 歷史
運輸署在《2019－2020年度屯門區巴士路線計劃》中，建議開辦一條新巴士服務，於星期一至五（公眾假期除外）繁忙時間來往屯門第54區及上水（天平邨），途經兆康苑、元朗公路、新田公路及上水站，以配合屯門第54區的人口發展，並決定以招標形式挑選合適的巴士公司營辦此線。
2021年8月，運輸署宣佈把此路線的專營權批予城巴，當中此線編號定為56。隨着位於屯門54區的和田邨及菁田邨於2022年7月陸續入伙，此線在同月17日正式投入服務。由於此線原定位於屯門區之起訖點欣寶路公共運輸交匯處受道路工程影響而需臨時停用，此線開辦初期需改以欣寶路近塘亨路為臨時起訖點，直至同年10月13日。城巴營運總裁李卓豪表示，新路線能為屯門居民提供直接及特快的巴士服務，隨着區內愈來愈多屋苑入伙，有信心於同年年末前將此線提升為全日服務。同年9月26日起，此路線增加班次至來回程各三班，菁田邨開出時間為07:00、07:55及08:40，天平邨開出時間為18:00、18:55及19:30。同年11月21日起，56線增加由菁田邨開出07:20，以及由天平邨18:30開出之班次。
另一方面，不少皇后山邨和山麗苑居民從屯門區遷進，相反屯門菁田邨及和田邨亦有居民從粉嶺及上水遷進，這些居民需要在搬遷前的社區上班上學，形成雙向通勤需求，因此城巴2022年9月30日起開辦56A線，依56線駛至天平邨後經馬會道和聯和墟延長至粉嶺皇后山。
2023年2月20日起，56和56A線於上水站增設與港鐵$1.0的成人八達通轉乘折扣優惠，一星期後（2月27日），56A線上午由屯門開出之班次增至兩班，開出時間為06:30及06:45；同年11月6日起，56A線延長服務時間，由菁田邨開出之班次服務時間為06:30－08:45及15:15－17:45，由粉嶺皇后山開出之班次服務時間為06:45－08:45及17:05－19:15，56線因此修改服務時間，由菁田邨開出之班次服務時間為09:15－14:45，由天平邨開出之班次服務時間為09:30－17:00。2024年4月22日起，56A往粉嶺皇后山方向於沙頭角公路－龍躍頭段近逸峯增設分站。
城巴及運輸署於《2024－2025年度巴士路線計劃》中，建議56及56A線來回程改經寶怡花園及屯門醫院，56線更獲建議新增星期一至五晚間，以及星期六、日及公眾假期全日服務，以進一步方便乘客來往屯門及北區。相關建議獲通過後，於2024年7月28日起實施，56線星期一至五由屯門開出之服務時間為09:10－14:50及18:10－20:10，星期六、日及公眾假期由屯門開出之服務時間為06:30－20:10；星期一至五由上水開出之服務時間為09:25－17:05及19:55－21:45，星期六、日及公眾假期由上水開出之服務時間為06:45－21:45；56A線由屯門開出之班次服務時間為06:30－08:50及15:10－17:50，由粉嶺開出之班次服務時間為06:30－08:50及17:10－19:20。2025年5月12日：56A線往粉嶺皇后山方向增停龍馬路「皇后山一號」站。

## 服務時間及班次
56線來回方向於星期一至五非繁忙時間及假日提供服務，列表如下：
| 屯門（和田及菁田）開 | 屯門（和田及菁田）開 | 屯門（和田及菁田）開 | 上水（天平邨）開     | 上水（天平邨）開 | 上水（天平邨）開 |       |
| 日期                 | 服務時間             | 班次（分鐘）         | 日期                 | 服務時間         | 班次（分鐘）     |       |
| -------------------- | -------------------- | -------------------- | -------------------- | ---------------- | ---------------- | ----- |
| 星期一至五           | 09:30－14:50         | 20                   | 星期一至五           | 09:25－16:45     | 20               |       |
| 星期一至五           | 18:10－20:10         | 30                   | 星期一至五           | 17:05            | 17:05            | 17:05 |
|                      |                      |                      | 星期一至五           | 19:55            |                  |       |
| 20:15－21:45         | 30                   |                      | 星期一至五           |                  |                  |       |
| 星期六、日及公眾假期 | 06:30－18:10         | 20                   | 星期六、日及公眾假期 | 06:45－08:45     | 30               |       |
| 星期六、日及公眾假期 | 18:10－20:10         | 30                   | 星期六、日及公眾假期 | 08:45－21:45     | 20               |       |

56A線來回方向於星期一至五繁忙時間提供服務，星期六、日及公眾假期不設服務，列表如下：
| 屯門（和田及菁田）開    | 屯門（和田及菁田）開 | 粉嶺皇后山開            | 粉嶺皇后山開  |
| 服務時間 （星期一至五） | 班次 （分鐘）        | 服務時間 （星期一至五） | 班次 （分鐘） |
| ----------------------- | -------------------- | ----------------------- | ------------- |
| 06:30－07:00            | 10                   | 06:30－06:50            | 20            |
| 07:00－07:30            | 15                   | 06:50－08:50            | 30            |
| 07:30－08:50            | 20                   | 17:10－17:40            | 15            |
| 15:10－17:50            | 20                   | 17:40－19:20            | 20            |

## 收費
56線和56A線全程收費為$16.0，並設12歲以下小童及65歲或以上長者半價優惠。60歲－64歲香港居民、65歲或以上長者與合資格殘疾人士如以指定八達通繳付此線的車資，可享有長者及合資格殘疾人士公共交通票價優惠計劃提供的$2票價優惠。乘客登車時需以現金或八達通卡繳付車資，不設找贖；而每位成人乘客可免費帶同最多兩名四歲以下而且不佔座位的兒童乘車。此外，乘客亦可使用指定電子支付工具繳付車資，使用此支付方式的乘客可享有與其他城巴獨營路線或聯營線城巴班次之轉乘優惠，惟不適用於與非城巴路線之轉乘優惠，乘客亦不能享有「公共交通費用補貼計劃」及「長者及合資格殘疾人士公共交通票價優惠計劃」。
56線沿途單向分段收費如下：
| 上車地點＼落車地點 | 上水（天平邨） | 屯門（和田及菁田） |
| ------------------ | -------------- | ------------------ |
| 上水站起           | $4.4           | 不適用             |
| 五柳路起           | 不適用         | $5.6               |
| 和田邨起           | 不適用         | $5.0               |

56A線沿途單向分段收費如下：
| 上車地點＼落車地點 | 粉嶺皇后山 | 屯門（和田及菁田） |
| ------------------ | ---------- | ------------------ |
| 上水站起           | $9.7       | 不適用             |
| 五柳路起           | 不適用     | $5.6               |
| 和田邨起           | 不適用     | $5.0               |

## 用車
現時此線主要採用Enviro500 MMC Facelift 12米雙層巴士行駛，其中兩輛用車（8563／YB8576及8556／XG7220）分別披上了宣傳56線及56A線的車身廣告，而這批巴士皆配備歐盟六型環保引擎、電子穩定控制系統、車速限制減速控制裝置和等離子空氣清新機，以及全數座椅皆配備安全帶。

## 行車路線
56線往上水（天平邨）方向之班次途經欣寶路、興貴街（北行）、迴旋處、興貴街（南行）、震寰路、青麟路、藍地交匯處、元朗公路、新田公路、粉嶺公路、掃管埔路、新運路、龍琛路及天平路；往屯門（和田及菁田）之班次途經天平路、龍琛路、龍運街、新運路、龍琛路、龍運街、新運路、掃管埔路、粉嶺公路、新田公路、元朗公路、藍地交匯處、青麟路、震寰路、興貴街（北行）、迴旋處、興貴街（南行）及欣寶路，具體停站請參考資訊框。
56A線往粉嶺皇后山方向之班次途經欣寶路、興貴街（北行）、迴旋處、興貴街（南行）、震寰路、青麟路、藍地交匯處、元朗公路、新田公路、粉嶺公路、掃管埔路、新運路、龍琛路、天平路、天平邨巴士總站、天平路、馬適路、馬會道、沙頭角公路－龍躍頭段、龍馬路（東行）、皇后山公共運輸交匯處、龍馬路（東行）掉頭及龍馬路（西行）；往屯門（和田及菁田）之班次途經龍馬路（東行）、掉頭、龍馬路（西行）、沙頭角公路－龍躍頭段、馬會道、馬適路、天平路、天平邨巴士總站、天平路、龍琛路、龍運街、新運路、龍琛路、龍運街、新運路、掃管埔路、粉嶺公路、新田公路、元朗公路、藍地交匯處、青麟路、震寰路、興貴街（北行）、迴旋處、興貴街（南行）及欣寶路，具體停站請參考資訊框。

## 使用狀況
2022年11月，運輸署在屯門區議會交通及運輸委員會會議中表示56和56A線早上載客量約50-60%；其後在2023年2月，56線上午繁忙時段載客率約為30%，56A線上午繁忙時段載客率則約為60%。而根據《2024-2025年度巴士路線計劃》，56及56A線最繁忙一小時載客率分別為32%及74%。